# Xylotrechus nitidus
Xylotrechus nitidus là một loài bọ cánh cứng trong họ Cerambycidae.